# Copa de Renania Media
La Copa de Renania Media (en alemán: Mittelrheinpokal), llamada Bitburger Mittelrheinpokal por razones de patrocinio, es una de las 21 competiciones regionales que conforman la Copa Asociación Alemana, en la cual el campeón logra la clasificación a la Copa de Alemania, el torneo de copa de fútbol más importante del país.

## Historia
La copa fue creada en 1981 y es organizada por la Asociación de Fútbol de Media Renania. En ella no pueden participar los equipos profesionales que forman parte de la Bundesliga de Alemania ni de la 2. Bundesliga al estar estos clasificados a la Copa de Alemania.
Participan los equipos de la 3. Bundesliga, Regionalliga West y los campeones de las copas distritales para al menos contar con 32 equipos en la primera ronda.
Desde la creación de la 3. Bundesliga en 2008 los equipos filiales no pueden participar en la copa y el campeón logra la clasificación a la primera ronda de la Copa de Alemania.

## Ediciones anteriores
| Temporada | Campeón                   |
| --------- | ------------------------- |
| 1981/82   | 1. FC Köln Amateure       |
| 1982/83   | No se jugó                |
| 1983/84   | SC Jülich 1910            |
| 1984/85   | No se jugó                |
| 1985/86   | SC Viktoria Köln          |
| 1986/87   | No se jugó                |
| 1987/88   | SG Düren 99               |
| 1988/89   | No se jugó                |
| 1989/90   | SC Viktoria Köln          |
| 1990/91   | No se jugó                |
| 1991/92   | No se jugó                |
| 1992/93   | Alemannia Aachen          |
| 1993/94   | Alemannia Aachen          |
| 1994/95   | 1. FC Koln Amateure       |
| 1995/96   | Bayer Leverkusen Amateure |
| 1996/97   | Alemannia Aachen          |
| 1997/98   | Bayer Leverkusen Amateure |
| 1998/99   | Alemannia Aachen          |
| 1999/00   | Bayer Leverkusen Amateure |
| 2000/01   | Blau-Weiß Brühl           |
| 2001/02   | Alemannia Aachen Amateure |
| 2002/03   | Bayer Leverkusen Amateure |
| 2003/04   | 1. FC Koln Amateure       |
| 2004/05   | 1. FC Koln Amateure       |
| 2005/06   | Alemannia Aachen II       |
| 2006/07   | Bayer Leverkusen II       |
| 2007/08   | FC Wegberg-Beeck          |
| 2008/09   | FC Germania Dattenfeld    |
| 2009/10   | TSV Germania Windeck      |
| 2010/11   | TSV Germania Windeck      |
| 2011/12   | FC Hennef 05              |
| 2012/13   | SC Fortuna Köln II        |
| 2013/14   | FC Viktoria Köln          |
| 2014/15   | FC Viktoria Köln          |
| 2015/16   | FC Viktoria Köln          |
| 2016/17   | Bonner SC                 |
| 2017/18   | FC Viktoria Köln          |
| 2018/19   | Alemannia Aachen          |
| 2019/20   | 1. FC Düren               |

## Títulos por equipo
| Club                 | Títulos | Años                                     |
| Alemannia Aachen     | 7       | 1993, 1994, 1997, 1999, 2002, 2006 2019  |
| FC Viktoria Köln     | 7       | 1986, 1990, 2014, 2015, 2016, 2018, 2021 |
| Bayer Leverkusen II  | 5       | 1996, 1998, 2000, 2003, 2007             |
| 1. FC Köln II        | 4       | 1982, 1995, 2004, 2005                   |
| TSV Germania Windeck | 3       | 2009, 2010, 2011                         |
| SC Jülich            | 1       | 1984                                     |
| SG Düren 99          | 1       | 1988                                     |
| Blau-Weiß Brühl      | 1       | 2001                                     |
| FC Wegberg-Beeck     | 1       | 2008                                     |
| FC Hennef 05         | 1       | 2012                                     |
| SC Fortuna Köln      | 1       | 2013                                     |
| Bonner SC            | 1       | 2017                                     |
| 1. FC Düren          | 1       | 2020                                     |

*Fuente: